# Anton Marty

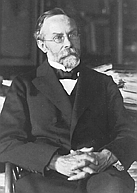
Anton Marty

Anton Marty (* 18. Oktober 1847 in Schwyz; † 1. Oktober 1914 in Prag) war ein Schweizer Philosoph, Hochschullehrer und Priester.

## Leben
Marty absolvierte die Stiftsschule Einsiedeln und studierte danach Theologie und Philosophie in Mainz. Von 1868 bis 1870 besuchte er in Würzburg Vorlesungen bei Franz Brentano, dessen treuester Schüler und Freund er wurde. 1869 wurde er Professor für Philosophie an der Kantonsschule Schwyz. 1870 empfing er die Priesterweihe. 1872 legte er das Priesteramt nieder und verließ die Schweiz in Richtung Göttingen. Dort promovierte er 1875 bei Rudolf Hermann Lotze mit der Arbeit Kritik der Theorien über den Sprachursprung. Im selben Jahr wurde er an die neu gegründete Franz-Josephs-Universität Czernowitz berufen. 1880 wechselte er an die deutsche Karl-Ferdinands-Universität in Prag. Ihr blieb er als ordentlicher Professor bis an sein Lebensende treu. Von 1895 bis 1897 war er zweimal ihr Rektor.
Martys sprachphilosophischer Nachlass befindet sich in der Burgerbibliothek Bern.

## Rezeption
Durch Marty wurde Prag zu einem Zentrum brentanischer Philosophie. Zu seinen Schülern zählen Joseph Eisenmeier, Alfred Kastil, Oskar Kraus und Emil Utitz. Seine Studien zu den Sprachfunktionen hatten großen Einfluss auf Karl Bühler und Edmund Husserl. Auch Franz Kafka ließ sich in seinem Werk von Marty beeinflussen: Er hörte im Sommersemester 1902 Martys Vorlesung über Grundfragen der deskriptiven Psychologie. Und Kafka besuchte regelmäßig den Louvrezirkel, jenen exklusiven Brentano-Kreis.

## Veröffentlichungen
- Ueber den Ursprung der Sprache. Stuber, Würzburg 1875
- Die Frage nach der geschichtlichen Entwicklung des Farbensinnes. Gerold, Wien 1879
- Untersuchungen zur Grundlegung der allgemeinen Grammatik und Sprachphilosophie. Niemeyer, Halle an der Saale 1908
- Zur Sprachphilosophie. Die „logische“, „lokalistische“ und andere Kasustheorien. Niemeyer, Halle an der Saale 1910
- Raum und Zeit. Aus dem Nachlass herausgegeben von Josef Eisenmeier, Alfred Kastil, Oskar Kraus. Niemeyer, Halle an der Saale 1916
- Nachgelassene Schriften. Herausgegeben von Otto Funke. Francke, Bern 1950
  - Psyche und Sprachstruktur. Band I
  - Satz und Wort. Eine kritische Auseinandersetzung mit der üblichen grammatischen Lehre und ihren Begriffsbestimmungen. Band II
  - Über Wert und Methode einer allgemein beschreibenden Bedeutungslehre. Band III
- Deskriptive Psychologie. Vorlesungen im Wintersemester 1894/1895 in Prag. Herausgegeben von Mauro Antonelli und Johann Christian Marek. Königshausen & Neumann, Würzburg 2011